# Seelöwen-Stellung
Die Seelöwen-Stellung war in der Endphase des Zweiten Weltkriegs eine deutsche Verteidigungsstellung im holländisch-nordwestdeutschen Raum zum Schutz von Kriegsmarinehäfen und -stützpunkten an der Nordsee.

## Militärische Bedeutung
Nachdem britische Truppen Mitte Februar 1945 den Rhein erreicht hatten, war deutscherseits ein weiterer Vorstoß der Alliierten nach Nordwest-Deutschland zu befürchten. Daher sah sich die Leitung der Kriegsmarine gezwungen, den landseitigen Schutz der wichtigen Nordseehäfen vorzubereiten und den territorialen Zusammenhang zum niederländischen Raum zu erhalten. So wurde dem OKW am 10. März vorgeschlagen, unter anderem die Bereiche Emden / Delfzijl, Wilhelmshaven, Wesermünde (Bremerhaven), Cuxhaven und Brunsbüttel zu Festungen zu erklären.

## Geographischer Verlauf
Da im März 1945 eine tiefengestaffelte Verteidigung nicht mehr möglich war, sollten vorrückende alliierte Verbände an natürlichen Hindernissen gebremst werden. Für die Festungsbereiche von Emden / Delfzijl und Wilhelmshaven wurde ab Anfang April die sog. „Seelöwe-Stellung“ als äußere Verteidigungslinie militärisch vorbereitet. Diese weiträumige, in west-östliche Richtung verlaufende Abwehrstellung nutzte im Norden der Niederlande künstlich überflutete Gebiete und in Deutschland den 65 km langen und 30 m breiten Küstenkanal als natürliche Hindernisse. Sie begann in Nordost-Holland im Anschluss an das überflutete Groninger Gebiet und verlief von dort ostwärts über Winschoten – Vlagtwedde zur Ems. Ab Dörpen folgte die Stellung dem Verlauf des schwer zu überquerenden Küstenkanals bis Oldenburg und dann entlang der Hunte bis zur Weser.
Die Seelöwen-Stellung hatte vorwiegend die Aufgabe, deutsche Rückzugswege freizuhalten und als Auffangstellung zu dienen. Auf deutschem Gebiet waren dies die Stecken Friesoythe – Strücklingen, Friesoythe – Zwischenahn, Cloppenburg – Oldenburg, Vechta – Oldenburg (Reichsstraße 75) und Ganderkesee – Elsfleth (Reichsstraße 212). Militärisch sollten die Kreuzungsbereiche von Straßen sowie die strategisch wichtigen Brückenübergänge über den Küstenkanal und die Hunte verteidigt werden, dazwischen liegende Abschnitte sollten durch unterstellte Spähtrupps des sog. „Volkssturms“ überwacht werden.

## April 1945: nahende Fronten
Der Bewegungskrieg in Nordwestdeutschland begann am 23. März 1945 mit der Rheinüberquerung zwischen Rees und Wesel durch britische Truppen (Operation Plunder). Für die Besetzung des holländisch-ostfriesisch-oldenburgischen Raumes war die 1. Kanadische Armee in Verbindung mit der 2. Britischen Armee vorgesehen. Marschziel der 1. Kanadischen Armee war Nordholland, um die 6. deutsche Fallschirmjägerdivision einzukesseln und die angrenzende deutsche Nordseeküste zu bedrohen. Die 2. britische Armee hatte die Hafenstädte Bremen und Hamburg zum Ziel.
Ihnen gegenüber standen in Holland die 25. Armee (Generaloberst Blaskowitz) sowie in der britischen Hauptstoßrichtung auf nordwestdeutschem Territorium bis zur Weser die 1. Fallschirm-Armee (Generaloberst Student). Die deutschen Verbände bestanden neben erfahrenen Truppen überwiegend aus hastig zusammengewürfelten Reserven wie an Land kämpfenden Marineeinheiten, Ersatztruppenteilen, Ausbildungseinheiten und „Volkssturm“.
Bereits am 5. April passierte die 4. kanadische Panzerdivision des II. Korps unter dem Kommando von Generalmajor Christopher Vokes bei Coevorden die deutsch-niederländische Grenze. Die 3. kanadische Division versammelte sich für die Überquerung der Ems bei Winschoten.

## Verteidigung der Seelöwenstellung
Am 6. April gab der Oberbefehlshaber des Marineoberkommando Nord die Anweisung zur militärischen Besetzung der „Seelöwe-Stellung“. In der durch den alliierten Vormarsch besonders gefährdeten Kanalzone zwischen der Ems und der Stadt Friesoythe wurden Vorbereitungen für Sprengungen und Sperrmaßnahmen getroffen und der Abzug des Schiffsraumes angeordnet. Am 12. April wurden die Truppenteile zwischen Weser und Ems dem Fallschirmarmee-Oberkommando (Generaloberst Student) unterstellt. Für die Verteidigung des Abschnittes von der Ems bis Friesoythe war die in Aufstellung befindliche 21. Fallschirmjäger-Division vorgesehen, östlich bis zum Vehnemoor schloss die 7. Fallschirmjäger-Division und weiter östlich die aus Cloppenburg zurückgehende 8. Fallschirmjäger-Division an.
Mit Herannahen der Front begannen am 10. April in Dörpen die Sprengungen der Küstenkanalbrücken, später sprengten die Deutschen ab 15. April die Edewechterdammer Kanalbrücke (15. April), dann die Übergänge in Husbäke und Jeddeloh II und zuletzt die Brücke bei Klein Scharrel (20. April).

## Überwindung der Seelöwenstellung und Kriegsende
Die Seelöwenstellung wurde im Zeitraum vom 10. – 19. April 1945 überwunden. In die rechte Flanke der Stellung bei Groningen drangen polnische Verbände am 13. April ein. Das Westende der Küstenkanal-Stellung bei Dörpen wurde von der 10. Polnischen Panzerbrigade am 10. April erreicht, jedoch verzögerte an dieser Stelle die gesprengte Brücke den Kanalübergang, so dass die polnischen Einheiten erst ab 19. April Richtung Aschendorf und Papenburg vorstoßen konnten. Die erste alliierte Überquerung des Kanals gelang am 16. April der 4. Kanadischen Panzer-Division weiter östlich in Edewechterdamm. Nach Ausbruch aus dem Brückenkopf Edewechterdamm und zweiwöchigen, erbitterten Kämpfen konnten die Kanadier ab 1. Mai 1945 auf Wilhelmshaven und Oldenburg vorgehen.
Nach einer einseitigen Waffenruhe und der am 5. Mai 1945 in Kraft getretenen Teilkapitulation in Nordwestdeutschland, Dänemark und den Niederlanden wurden zwischen dem 5. und 7. Mai 1945 alle noch unbesetzten nordwestdeutschen Gebiete einschließlich der Marinestützpunkte Wilhelmshaven und Emden/Delfzijl von den Kanadiern unter Beteiligung der 1. polnischen Panzer-Division kampflos besetzt.